# Michajłowskoje (Kraj Krasnodarski)
Michajłowskoje (ros. Михайловское) – wieś w Rosji, w Kraju Krasnodarskim, w rejonie siewierskim. W 2010 liczyła 1775 mieszkańców.